# Plautus im Nonnenkloster
Plautus im Nonnenkloster ist eine 1882 von Conrad Ferdinand Meyer geschriebene und veröffentlichte Novelle. Eine erste Fassung hatte Meyer bereits 1881 unter dem Titel Das Brigittchen von Trogen veröffentlicht. Während es Poggio Bracciolini, den Helden der Geschichte, wirklich gegeben hat, ist ihre Handlung hingegen reine Fiktion.

## Hauptpersonen
- Poggio Bracciolini: 
 Poggio war einer der wichtigsten Humanisten der italienischen Renaissance und der Sekretär von fünf Päpsten. Die Absetzung des letzten unter diesen (Johannes XXIII.) und die Länge des Konzils von Konstanz (1414–1418) gab ihm die Zeit, in den Bibliotheken und Klöstern in der Umgebung nach klassischen Texten zu suchen, die den frühen Humanisten bekannt waren, aber in Italien nicht mehr existierten.

- Äbtissin: 
 Von Hänschen (Hans von Splügen) als garstiges, kleines Weib mit einem Talent zur Verwaltung beschrieben, die den verlotterten Haushalt des Klosters hergestellt und in die Höhe gebracht habe. Sie stammt aus dem Appenzellerland und heisst im Volksmunde nur „das Brigittchen von Trogen“.

- Hans von Splügen (Anselino de Spiuga): 
 Ein unglücklich Verliebter, er zieht als Gehilfe von Poggio zu dem Kloster, allerdings nicht wegen des Plautus, sondern weil er der Einkleidung von Gertrude beiwohnen will.

- Gertrude: 
 Sie ist in Hans verliebt, doch wegen eines Gelübdes muss sie ihn verlassen und ins Kloster gehen.

## Handlung
Wie viele Novellen von Conrad Ferdinand Meyer hat auch diese eine Rahmenhandlung: Nach einem heissen Sommertag trifft sich eine Gesellschaft gebildeter Florentiner um Cosmus Medici (Cosimo de Medici, 1389–1464), um die Abendkühle zu geniessen. Cosmus Medici bringt Poggio, den jetzigen Sekretär der florentinischen Republik und vormals den von fünf Päpsten dazu, eine seiner Facetien zu erzählen.
Poggio berichtet von seiner Entdeckung einer Handschrift mit Komödien des Plautus. Während des Konzils von Konstanz, im Herbst des Jahres 1417, wird ihm berichtet, dass im nahegelegenen Kloster Münsterlingen (Kanton Thurgau) ein Plautus-Codex aufbewahrt werde, worauf der Humanist – kurz vor der abzusehenden Wahl des neuen Papstes – zu dem Kloster aufbricht, um das Manuskript an sich zu bringen. Auf seiner Reise begleitet ihn Hans von Splügen als Gehilfe. Er ist ein unglücklich Verliebter, der mit Poggio mitgeht, weil er bei der Einkleidung seiner Geliebten Gertrude anwesend sein will. Gertrude zog sich ohne erkennbaren Grund von Hans zurück, um Nonne zu werden. Am folgenden Tag soll sie in den Orden aufgenommen werden.
Als er beim Kloster ankommt, wird Poggio Zuschauer eines bizarren Schauspiels. In der Freiheit der Klosterwiese wird ein grosser, undeutlicher Gegenstand versteigert oder zu einem anderen Zweck vorgezeigt. Um die von ihren Nonnen umgebene Äbtissin des Klosters bilden Laien und zugelaufene Mönche einen bunten Kreis in den traulichsten Stellungen. Unter den Bauern steht hin und wieder ein Edelmann; aber auch Bänkelsänger, Zigeuner, fahrende Leute, Dirnen und Gesindel jeder Art mischen sich in die seltsame Runde. Aus dieser tritt einer nach dem anderen hervor und wiegt einen Gegenstand, den Poggio beim Näherkommen als grausiges, altertümliches, gigantisches Kreuz erkennt. Es scheint sehr schwer zu sein, denn nach einer kurzen Weile beginnt es selbst in den Händen des stärksten gefährlich zu schwanken, bis der Träger zusammenbricht. Plötzlich bemerkt die Äbtissin Poggio und winkt ihn zu sich herüber und will ihn dazu bringen, das Kreuz auch einmal zu tragen. Doch mit ihren bissigen Bemerkungen zu seiner Statur beleidigt die Äbtissin Poggio, und so geht er davon, um die Kirche des Klosters zu besichtigen.
Dort trifft er auf ein Mädchen, eine Novize, die ganz in Gedanken, nicht bemerkt, dass Poggio sie beobachtet. Als sie ihn dann doch bemerkt, will sie aufstehen und gehen. Doch er hält sie zurück und bittet sie, ihm das grosse Steinbild zu deuten, welches in der Kirche hängt. Es zeigt ein gewaltiges, dorngekröntes Weib, welches das grosse Kreuz trägt. Obwohl das Weib sehr stark ist, stürzt es unter der Last des Kreuzes fast zusammen. Vor ihr ist ein kleines, zartes Fräulein abgebildet, die dem Weib beim Tragen hilft. Es ist die heilige Mutter Maria. Die Novize erklärt Poggio den Sinn des Bildes, nämlich dass es die Stifterin dieses Klosters darstelle, die schwer gesündigt hatte. Nach einer langen und schweren Busse wünschte die Stifterin ein Zeichen, dass ihr Gott vergeben habe. So liess sie dieses schwere Kreuz zimmern und versuchte es zu tragen. Sie wäre zusammengebrochen, wenn ihr die Mutter Gottes nicht vergeben und geholfen hätte.
Poggio staunt und nach einer Weile fragt er die Novize, ob sie nicht die Gertrude sei, von der ihm Hans von Splügen erzählt habe? Ohne zu zögern, antwortet sie mit ja und lächelt. Sie überlegt einen Moment und beginnt dann zu erzählen, warum sie Hans ohne ein Wort verlassen habe und in das Kloster eintreten wolle. Gertrude erzählt von einem Eid, den sie einst der Mutter Gottes geschworen hatte. Sie war damals 10 Jahre alt und ihre Mutter schwer krank. Aus Angst, alleine zu sein (ihr Vater war auch schon gestorben) schickte sie ein Stossgebet zum Himmel und gelobte, sobald sie 20 Jahre alt sei, ins Kloster zu gehen, wenn ihr Maria ihre Mutter bis dann erhalte. Die Heilige Mutter hielt Wort, und Gertrudes Mütterchen verstarb erst, als Gertrude zwanzig wurde. Da Gertrude nun viel alleine war, freundete sie sich mit Hans an, der für sie bald mehr als nur ein Freund wurde. Gleichzeitig war aber Gertrudes Gelübde fällig, und bei jedem Aveläuten erinnerte sie sich an das Kloster und ihr Versprechen.
Nachdem Gertrude gegangen ist, setzt Poggio sich in einen Beichtstuhl und denkt über den Plautus nach, den er hier irgendwo in diesem Kloster vermutet. Und er denkt auch über das Steinbild an der Kirchenwand nach. Plötzlich fällt es ihm wie Schuppen von den Augen: Zwar kann es sein, dass damals die Stifterin in ihrer Verzweiflung und Reue das schwere Kreuz gehoben hat. Aber Poggio vermutet, dass sich irgendwo noch eine Fälschung dieses Kreuzes befindet, welche dann jedes Mal von den Novizen bei ihrer Einkleidung getragen wird. Natürlich ist diese Fälschung viel leichter als das Original und so kann sogar ein kleines Kind das falsche Kreuz ohne Mühe tragen. So entstand ein sogenanntes „Scheinwunder“ um die Zuschauer der Einkleidungen zu täuschen und von der Gotteskraft zu überzeugen. Poggio steht auf, ersteigt langsam die Stufen des Chores und erreicht die Sakristei, wo das schwere Kreuz (das Original) an der Wand lehnt. In einem Seitengelasse findet er die kleine Bibliothek der Kirche. Sein Herz schlägt schneller. Könnte es sein, das hier der Plautus versteckt ist? Aber nein, enttäuscht durchblättert er ein paar uninteressante Liturgien und Rituale. Da wird er von der kleinen Äbtissin überrascht, wie der Blitz geht sie auf ihn los, schimpfend und scheltend, wird sogar handgreiflich. Sie kreischt, sie habe es gleich an Poggio’s langer Nase gesehen, dass er ein welscher Büchermarder sei und die Absicht habe, die Plautushandschrift an sich zu nehmen. Aber eine Appenzeller Äbtissin könne man nicht so leicht hinters Licht führen. Schon lange habe sie den Plautus versteckt und warte auf einen redlichen Käufer.
Um sie zu beruhigen, erzählt er ihr, dass er ein Gesandter des Konzils sei, welcher durch die Klöster ziehe und sittengefährliche Schriften suche. Poggio tut so, als würde er dies von einem Blatt ablesen, in Wahrheit hält er eine Wirtshausrechnung in der Hand. Außerdem fügt er noch hinzu, dass das Konzil Gaukelwunder mit unerbittlicher Strenge verfolge. Wo immer sich ein Betrug feststellen lasse, büsse die Schuldige, und wenn es die Äbtissin sei, mit dem Feuertod. Die Äbtissin wird kreidebleich und bekommt es mit der Angst zu tun. Sie führt Poggio zu dem Schrank, wo das Gaukelkreuz aufbewahrt wird. Es ist eine perfekte Nachahmung, niemand würde einen Unterschied zum Original bemerken. Die Äbtissin merkt, dass sie nun keine Chance mehr hat, und verspricht dem Mönch, den Plautus zu holen. Als sie ihre Nonnen hört, verabschiedet sie sich von Poggio und lässt ihn mit dem Schlüssel zu dem Schrank des Gaukelkreuzes zurück. Nach einer Weile verlässt auch Poggio die Sakristei und versteckt den Schlüssel in einer Spalte zwischen zwei Stühlen, wo er heute noch stecken mag.
Später trifft Poggio sich nochmals mit der Äbtissin, sie gesteht ihm den Betrug. Er befiehlt ihr, das Gaukelkreuz nach der Einkleidung von Gertrude zu verbrennen und den Plautus ohne Frist auszuliefern. Widerwillig gehorcht sie. Poggio zieht sich in seine kleine Kammer im Kloster zurück und beginnt den Plautus zu lesen. Vor dem Fenster des Zimmers, wo Poggio liest, beginnen ein paar Mädchen neckische Reime zu singen: „In das Kloster geh ich nicht. Nein! Ein Nönnchen werd ich nicht!“ Diese Reime beziehen sich auf die morgen stattfindende Einkleidung von Gertrude. Bald ist es zu dunkel, um zu lesen, und Poggio fällt in einen unruhigen Schlaf.
Als er aufwacht, hört er ein Klagen und Schreien. In der Vermutung, es müsse Gertrude sein, steht er auf und geht zur Sakristei. Dort sieht er Gertrude vor dem schweren Kreuz knien, die völlig fertig und sich nicht mehr sicher ist, ob sie es im Kloster aushalten wird. Sie bittet die Mutter Gottes, sie unter der Last des Kreuzes zusammenbrechen zu lassen, damit sie nicht ins Kloster muss. Poggio ergreift ein unendliches Mitleid. Er tut so, als ob er Gertrude nicht sieht, tritt vor das Kreuz und sagt: „Will ich einen Gegenstand wiedererkennen, so markiere ich ihn.“ Er zieht seinen scharfen Reisedolch hervor und schneidet dem Kreuz einen nicht gerade kleinen Span heraus. Dann tut er so, als ob er ein Selbstgespräch führen würde, und lässt durchblicken, dass noch ein falsches Kreuz vorhanden sei. Gertrude sitzt im Dunkel eines Eckens und versteht langsam, was Poggio ihr sagen will. Poggio geht und mit gutem Gewissen legt er sich nochmals schlafen.
Als die Festglocken läuten, beginnt die Zeremonie. Gertrude, zum Sterben blass, wird eingekleidet und zum Schluss wird ihr das Gaukelkreuz auf die Schulter gelegt und sie macht ein paar Schritte mit ihm. Gertrude bemerkt, dass das Kreuz keine Markierung hat. Sie zerschlägt es und holt das echte, schwere Kreuz zum Vorschein, schleppt es vor die Menge. Doch schon bald wird ihr das Kreuz zu schwer und sie bricht unter ihm zusammen. Die anderen Nonnen helfen ihr und befreien sie von ihrer Last. Überglücklich, nun nicht ins Kloster zu müssen (schliesslich hat die Mutter Gottes ihr die Last nicht erleichtert und sie damit von ihrem Gelübde befreit), ruft sie nach Hans, und fragt, ob er sie heiraten wolle. Er antwortet strahlend mit ja.
Während Poggio von einem Boten unterrichtet wird, dass Otto von Colonna zum Papst (Martin V.) gewählt worden sei, verlässt Gertrude mit Hans die Kirche. Die Zuschauermenge tobt und beschimpft teils die Äbtissin als Betrügerin, teils Gertrude als Sünderin. Poggio kehrt ins Kloster zurück und holt den Plautus aus seiner Kammer. Als er sich von der Äbtissin verabschieden will, verjagt sie ihn wütend. Poggio kehrt zurück nach Konstanz.
Damit schliesst Poggio seine Erzählung. Cosmus bedankt sich und schon bald geht das Gespräch von Plautus auf andere Themen über.

## Aufbau

### Gliederung
- Anfang (Teil des Rahmens): Poggio beginnt, seinen Freunden eine Geschichte zu erzählen.

- Überleitung (Teil der Facetie): Der erste Teil von Poggios Erzählung.

- Unterbrechung (Teil des Rahmens): Poggio unterbricht seine Erzählung und fragt einen Zuhörer etwas.

- Überleitung (Teil der Facetie): Der zweite Teil von Poggios Erzählung.

- Ende (Teil des Rahmens): Poggio beendet seine Erzählung und verbringt den Abend weiter mit seinen Freunden.

### Höhe- und Wendepunkt
Auf dem Höhepunkt findet Gertrudes Einkleidung statt und sie bemerkt, dass das Kreuz nicht echt ist. Bis zu diesem Zeitpunkt weiss man nicht, was mit Gertrude geschehen wird, ob sie sich wirklich fürs Kloster entscheidet oder für ihre Liebe zu Hans.
Den Wendepunkt bildet Poggios Mitleid mit Gertrude und sein Entschluss, ihr zu helfen. Ohne diese Hilfe wäre Gertrude eine Nonne geworden. So wäre diese Geschichte ganz anders ausgegangen.

## Sonstiges
Zur Einordnung der Novelle ist aus heutiger Sicht folgende Feststellung bemerkenswert: Dass auf dem Konzil von Konstanz Jan Hus als Ketzer verbrannt wurde, von diesem Ereignis und seinen weitreichenden Folgen ist in dieser Novelle nur ganz am Rande die Rede.

## Musiktheater
- Max Butting: Plautus im Nonnenkloster. Oper in 3 Akten von Hedda Zinner, nach Conrad Ferdinand Meyers gleichnamiger Novelle[1]

## Sekundärliteratur
- Sigurd Paul Scheichl: Das Brigittchen von Trogen. Conrad Ferdinand Meyers „Plautus im Nonnenkloster“ – Klostersatire oder Humanistensatire? In: Brigitte Mazohl, Ellinor Forster (Hrsg.): Frauenklöster im Alpenraum (= Schlern-Schriften. 355). Wagner, Innsbruck 2012, ISBN 978-3-7030-0491-9, S. 209–226 (Interpretation der Novelle).